# Galearis cyclochila
Galearis cyclochila là một loài thực vật có hoa trong họ Lan. Loài này được (Franch. & Sav.) Soó mô tả khoa học đầu tiên năm 1969.